# فلوريان روس
فلوريان روس (بالألمانية: Florian Ross)‏ هو عازف جاز وعازف بيانو ألماني، ولد في 1 أغسطس 1972 في بفورتسهايم في ألمانيا.

## وصلات خارجية
- فلوريان روس على موقع ميوزك برينز (الإنجليزية)
- فلوريان روس على موقع ديسكوغز (الإنجليزية)